# Acacia umbellifera
Acacia umbellifera är en ärtväxtart som beskrevs av Carl Sigismund Kunth. Acacia umbellifera ingår i släktet akacior, och familjen ärtväxter. Inga underarter finns listade i Catalogue of Life.